# كريستيان مالماجرو
كريستيان مالماجرو (بالإسبانية: Cristian Malmagro)‏ مواليد 11 مارس 1983 في جرانوليريس، إسبانيا، هو لاعب كرة يد إسباني. يلعب حاليا مع نادي لوغرونيو لكرة اليد. مثل منتخب إسبانيا لكرة اليد. شارك في دورة الألعاب الأولمبية الصيفية سنة 2008. حقق المركز الثاني في بطولة أوروبا لكرة اليد للرجال 2006.

## المسيرة الاحترافية
لعب مع نادي جرانوليريس لكرة اليد في الدوري الإسباني من سنة 2000 إلى 2007، ثم لعب مع نادي سان أنطونيو لكرة اليد من سنة 2007 إلى 2010، ثم لعب مع نادي مونبلييه لكرة اليد في الدوري الفرنسي في موسم 2012–2013، ثم لعب مع مينور بايا ماري في الدوري الروماني في موسم 2014–2015، ثم انضم إلى نادي لوغرونيو لكرة اليد في الدوري الإسباني في سنة 2015.

## الإنجازات
- الدوري الدنماركي لكرة اليد:
  - الفوز: 2011، 2012
- الدوري الروماني لكرة اليد
- بطولة أوروبا لكرة اليد للرجال:
  - الميدالية الفضية: 2006
- كرة اليد في الألعاب الأولمبية الصيفية:
  - الميدالية البرونزية: 2008

## روابط خارجية
- كريستيان مالماجرو على موقع الاتحاد الأوروبي لكرة اليد (الإنجليزية)
- كريستيان مالماجرو على موقع الاتحاد الفرنسي لكرة اليد (الفرنسية)
- كريستيان مالماجرو على موقع أوليمبيديا (الإنجليزية)